# Jevhen Marčuk
Jevhen Kyrylovyč Marčuk (in ucraino Євген Кирилович Марчук; Dolynivka, 28 gennaio 1941 – Kiev, 5 agosto 2021) è stato un politico ucraino, primo ministro dal 6 marzo 1995 al 27 maggio 1996 e ministro della Difesa tra il 2003 e il 2004.
È morto a Kiev il 5 agosto 2021 per complicazioni da COVID-19.